# John Joachim
John Louis Joachim (Pomeroy, 8 aprile 1874 – St. Louis, 21 ottobre 1942) è stato un canottiere statunitense.
Joachim partecipò ai Giochi olimpici di Saint Louis 1904 con la squadra St. Louis Rowing Club nella gara di due senza, in cui conquistò la medaglia di bronzo. Il suo compagno di coppia fu Joseph Buerger.

## Palmarès
In carriera ha conseguito i seguenti risultati:
- Giochi olimpici

St. Louis 1904: bronzo nel due senza.